# KK Vojvodina
Košarkaški Klub Vojvodina is een basketbalclub gevestigd in de stad Novi Sad, Servië . De club speelt op professioneel niveau en doet mee aan de landelijke Basketball League van Servië.
In 1948 werd KK Vojvodina opgericht. Thuiswedstrijden worden gespeeld in het Spens Sports Center, met een capaciteit van 11.000 zitplaatsen.

## Bekende spelers
Onder meer Veselin Petrović heeft bij Vojvodina gespeeld.

## Bekende coaches
- Dušan Ivković